# Ministerie van Volkshuisvesting, Ruimtelijke Ordening en Milieubeheer
Het ministerie van Volkshuisvesting, Ruimtelijke Ordening en Milieubeheer (VROM) was in Nederland het ministerie voor zaken betreffende huisvesting, de ruimtelijke ordening en het beheer van het milieu. Het ontstond in 1982 toen het beleidsterrein milieubeheer toegevoegd werd aan het Ministerie van Volkshuisvesting en Ruimtelijke ordening. In 2010 werd het opgeheven en zijn de taken ondergebracht bij andere ministeries, het ministerie van Infrastructuur en Milieu, ministerie van Binnenlandse Zaken en Koninkrijksrelaties en ministerie van Economische Zaken, Landbouw en Innovatie.

## Diensten
Het ministerie kende enkele grote diensten. De belangrijkste diensten waren het Directoraat-Generaal Milieubeheer;
het Directoraat-Generaal Wonen; de Rijksplanologische Dienst; de Rijksgebouwendienst; het Ruimtelijk Planbureau en
het Inspectoraat-generaal VROM.
De Rijksgebouwendienst was een agentschap van het Ministerie van VROM. Deze dienst verzorgde de huisvesting van rijksdiensten. Daarbij ging het niet alleen aan de kantoren van ministeries, maar ook om diverse musea, gevangenissen, gerechtsgebouwen en de Koninklijke paleizen. De Rijksgebouwendienst beheerde ruim tweeduizend objecten.
De RPD was verantwoordelijk voor de beleidsvoorbereiding van ruimtelijke ordening.
Daarnaast waren er nog andere diensten.
Het ministerie kende zijn eigen bijzondere opsporingsdienst, de VROM Inlichtingen en opsporingsdienst (VROM-IOD). Deze dienst deed onderzoeken naar middelzware en zware criminaliteit op de zogenaamde VROM-terreinen.
Ook was er de VROM-inspectie, de dienst die de taak had wetten, regels en beleid te handhaven die vielen onder de verantwoordelijkheid van het ministerie. Een voorbeeld daarvan waren de milieuwetten.
Het kadaster was tot 1994 onderdeel van het ministerie.

## Geschiedenis

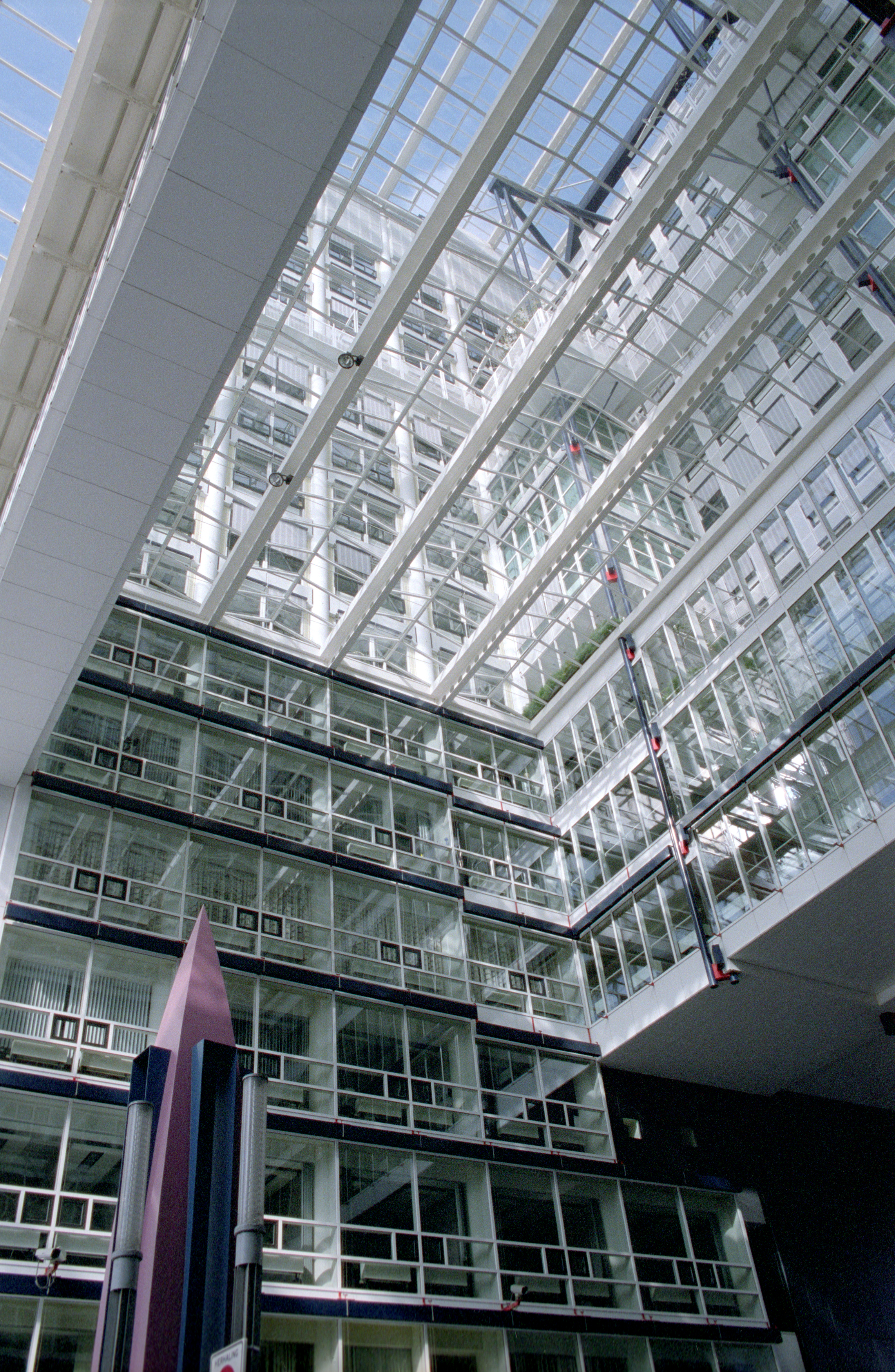
Het gebouw van het voormalige ministerie van VROM.

De geschiedenis van de voorlopers van het ministerie van VROM gaat terug tot het begin van de twintigste eeuw. In 1901 zagen twee belangrijke wetten het licht: de Gezondheidswet en de Woningwet 1901. De ministeries van Sociale Zaken en Binnenlandse Zaken zorgden decennialang voor de uitvoering van deze wetten.

### Negentiende eeuw
In het begin van de negentiende eeuw woonden in Nederland twee miljoen mensen, was het land leger, woester, minder goed bewoonbaar en waren de wegen minder goed begaanbaar. De bemoeienis van de nationale overheid beperkte zich tot enkele dijkvakken, de belangrijkste wegen, de droogmaking van enkele meren en een klein stuk spoorweg. Van ruimtelijke ordening geen sprake. In de loop van de negentiende eeuw nam de bevolking in omvang toe, kwam er land beschikbaar door de droogmakerijen en industrialiseerde Nederland stap voor stap.

### Gezondheidswet en Woningwet 1901
Aan het begin van de 20e eeuw kreeg het volkshuisvestings- en ruimtelijk beleid gestalte. Veel mensen woonden toen onder erbarmelijke omstandigheden: de arbeiderswoningen waren klein, de sanitaire voorzieningen slecht en het leven onder de rook van de fabriek ongezond. De staat voelde zich niet geroepen sociaal beleid te maken, maar er kwamen wel wetten die de ergste misstanden moesten uitbannen. Het kabinet-Pierson heeft in 1901 met de Gezondheidswet en de Woningwet de basis gelegd voor verbetering van de toestanden op het gebied van de volksgezondheid en de volkshuisvesting. Er kwam een Staatstoezicht op de Volksgezondheid; daaronder ressorteerden ook inspecteurs van de volkshuisvesting. Doel van de Woningwet was bewoning van slechte woningen onmogelijk maken en de bouw van goede woningen bevorderen. Dit gebeurde onder andere door woningcorporaties voorschotten te verstrekken voor de bouw van volkswoningen, beter bekend als woningwetwoningen. Dit markeert de overgang naar de tijd van overheidsbemoeienis met de woningbouw. Bij het uitbreken van de Tweede Wereldoorlog telde Nederland één miljoen woningwetwoningen.
De Woningwet van 1901 bevatte ook enige regels voor de stedenbouwkundige ontwikkeling. Gemeenten moesten uitbreidings- en bestemmingsplannen opstellen en om de tien jaar herzien. Voortschrijdend inzicht leidde zowel in 1921 als in 1931 tot wijziging van de Woningwet. In deze periode deed het fenomeen streekplan zijn intrede en in de tweede helft van de jaren dertig gingen stemmen op om een nationaal stedenbouwkundig plan te maken. Op 10 mei 1940 bracht een staatscommissie haar eindverslag uit, met een ontwerp voor een nieuwe woningwet. Daarin werd volkshuisvesting beschouwd als afgeleide van de stedenbouw, in de zin van ruimtelijke ordening.
Door de verwoestingen van de Duitse inval in mei 1940 was herstel van wegen en wederopbouw van gebouwen nodig. Hiervoor ging een Wederopbouwdienst aan de slag. In 1941 kwam ook de Rijksdienst voor het Nationale Plan tot stand. Daarin kwamen het werk van de bovengenoemde staatscommissie tot uitdrukking. Deze Rijksdienst werd belast met de zorg voor de ruimtelijke ordening van de nationale belangen, het toezicht op de streek- en gemeentelijke belangen en het onderzoek dat als basis voor deze ordening zou dienen. Het verzamelen van onderzoeksgegevens heeft zoveel tijd gevergd dat van nationale planning niet veel terechtkwam.

### Opbouw en ordening
Op 23 juni 1945 werd het ministerie van Openbare Werken opgericht. Het was een bundeling van taken die voordien bij andere ministeries waren ondergebracht. De naam werd binnen enkele maanden omgevormd tot ministerie van Openbare Werken en Wederopbouw. Dit bleef zo tot 1947. Toen de directie van de Waterstaat toegevoegd werd aan het ministerie van Verkeer dekte de nieuwe naam ministerie van Wederopbouw en Volkshuisvesting de lading beter.
Het ministerie pakte de wederopbouw en de volkshuisvesting van Nederland planmatig en sterk centraal gestuurd aan. Dat was nodig, omdat de woningnood zeer hoog was en het land in 'deplorabele' toestand verkeerde. De regering zette alles op alles om de woningnood, volksvijand nr.1, te verslaan. Om te symboliseren dat de wederopbouw voorspoedig verliep en de problemen langzaamaan werden overwonnen, werd de naam van het ministerie in 1956 veranderd in ministerie van Volkshuisvesting en Bouwnijverheid. In 1962 werd de eenmiljoenste naoorlogse woning afgeleverd, maar gezien de toenemende woningbehoefte was dit aantal bij lange na niet genoeg.

#### Ruimtelijke ordening
Al voor de Tweede Wereldoorlog kwam er meer belangstelling voor ruimtelijke ordening en in 1941 ontstond de Rijksdienst voor het Nationale Plan. Toch kostten de woningbouw en de wederopbouw zoveel energie dat nationale ruimtelijke ordening niet voorop stond. In 1960 verscheen de eerste Nota Ruimtelijke Ordening. Vijf jaar later werd de Rijksdienst voor het Nationale Plan omgedoopt in de Rijksplanologische Dienst. Het zou tot 1965 duren voordat de naam van het ministerie werd gewijzigd in ministerie van Volkshuisvesting en Ruimtelijke Ordening (VRO). Deze naam zou tot 1982 standhouden.

#### Stadsvernieuwing
De beleidsvorming en -uitvoering op de terreinen volkshuisvesting, ruimtelijke ordening en de rijkshuisvesting was strikt gescheiden georganiseerd. Elke poot van het ministerie had zijn eigen overleg- en adviesorganen en zijn eigen lijntje naar de minister. Deze zogenaamde verkokering van het ministerie werd ook nog eens bevorderd door de gescheiden huisvesting. De nieuwe thema's die rond 1970 opkwamen, zoals stadsvernieuwing en groeikernen, veranderden daaraan niet veel. Er ontstonden gaandeweg wel ministerie-brede overlegstructuren, zoals een Ambtelijke Staf en een Bewindsliedenstaf.
Niettemin werd in de jaren 70 en 80 krachtig beleid ontwikkeld, niet in de laatste plaats door de gedecentraliseerde werkwijze: gemeenten en provincies kregen een grote rol in beleid en uitvoering. De stadsvernieuwing heeft onder andere geresulteerd in het behoud van levende historische binnensteden.
Mede door een veranderende visie op de stad - er trad een verschuiving op van de nadruk op wonen voor mensen met lage inkomens naar de aanpak van structurele werkgelegenheidsproblemen en de milieuhinder - kan de conclusie worden getrokken dat de problemen in de stadsvernieuwingsgebieden nog steeds niet waren opgelost.

### Milieu als issue
De oprichting van VROM ging gepaard met een belangrijke organisatorische verandering van het ministerie: de komst van het Directoraat-Generaal Milieuhygiëne in 1982. De naam van het ministerie werd toen veranderd in Volkshuisvesting, Ruimtelijke Ordening en Milieubeheer (VROM). De personeelsomvang van de rijksoverheid kromp in, die van Milieubeheer daarentegen groeide tegen alle verdrukking in.
Milieu stond als beleidsterrein aanvankelijk niet sterk. Het ondervond sterke concurrentie van de andere onderdelen van VROM. In 1989 verscheen het eerste Nationaal Milieubeleidsplan (NMP), een interdepartementaal antwoord op de milieuproblemen van Nederland.

### Opheffing
Op 14 oktober 2010 werd het ministerie van VROM opgeheven. Ruimte en Milieu zijn toen samengevoegd met het ministerie van Verkeer en Waterstaat tot het ministerie van Infrastructuur en Milieu. De Rijksgebouwendienst en het onderdeel Wonen, Wijken en Integratie, waaronder ook de bouwregelgeving, werden ondergebracht bij het ministerie van Binnenlandse Zaken en Koninkrijksrelaties. Energie en de Nederlandse Emissieautoriteit zijn naar het ministerie van Economische Zaken, Landbouw en Innovatie gegaan.
|       |       |       |       |                                            |                                         | Openbare Werken 1945                    | Openbare Werken 1945                    | Openbare Werken 1945                                                    | Openbare Werken 1945                                                    | Openbare Werken 1945                                                    | Openbare Werken 1945                                                    |                                                                         |                                                                         | Waterstaat 1906–45                         | Waterstaat 1906–45                         | Waterstaat 1906–45                         | Waterstaat 1906–45                         | Waterstaat 1906–45                         | Waterstaat 1906–45                         |                                    |                                    |                                    |                                    |                   |                   |                   |                   |  |  |  |  |  |  |  |  |  |  |  |  |  |  |
|       |       |       |       |                                            |                                         | Openbare Werken 1945                    | Openbare Werken 1945                    | Openbare Werken 1945                                                    | Openbare Werken 1945                                                    | Openbare Werken 1945                                                    | Openbare Werken 1945                                                    |                                                                         |                                                                         | Waterstaat 1906–45                         | Waterstaat 1906–45                         | Waterstaat 1906–45                         | Waterstaat 1906–45                         | Waterstaat 1906–45                         | Waterstaat 1906–45                         |                                    |                                    |                                    |                                    |                   |                   |                   |                   |  |  |  |  |  |  |  |  |  |  |  |  |  |  |
|       |       |       |       |                                            |                                         | Openbare Werken en Wederopbouw 1945–47  | Openbare Werken en Wederopbouw 1945–47  | Openbare Werken en Wederopbouw 1945–47                                  | Openbare Werken en Wederopbouw 1945–47                                  | Openbare Werken en Wederopbouw 1945–47                                  | Openbare Werken en Wederopbouw 1945–47                                  |                                                                         |                                                                         | Verkeer en Energie 1945–46 Verkeer 1946–47 | Verkeer en Energie 1945–46 Verkeer 1946–47 | Verkeer en Energie 1945–46 Verkeer 1946–47 | Verkeer en Energie 1945–46 Verkeer 1946–47 | Verkeer en Energie 1945–46 Verkeer 1946–47 | Verkeer en Energie 1945–46 Verkeer 1946–47 |                                    |                                    |                                    |                                    |                   |                   |                   |                   |  |  |  |  |  |  |  |  |  |  |  |  |  |  |
|       |       |       |       |                                            |                                         | Openbare Werken en Wederopbouw 1945–47  | Openbare Werken en Wederopbouw 1945–47  | Openbare Werken en Wederopbouw 1945–47                                  | Openbare Werken en Wederopbouw 1945–47                                  | Openbare Werken en Wederopbouw 1945–47                                  | Openbare Werken en Wederopbouw 1945–47                                  |                                                                         |                                                                         | Verkeer en Energie 1945–46 Verkeer 1946–47 | Verkeer en Energie 1945–46 Verkeer 1946–47 | Verkeer en Energie 1945–46 Verkeer 1946–47 | Verkeer en Energie 1945–46 Verkeer 1946–47 | Verkeer en Energie 1945–46 Verkeer 1946–47 | Verkeer en Energie 1945–46 Verkeer 1946–47 |                                    |                                    |                                    |                                    |                   |                   |                   |                   |  |  |  |  |  |  |  |  |  |  |  |  |  |  |
|       |       |       |       |                                            |                                         |                                         |                                         |                                                                         |                                                                         |                                                                         |                                                                         |                                                                         |                                                                         |                                            |                                            |                                            |                                            |                                            |                                            |                                    |                                    |                                    |                                    |                   |                   |                   |                   |  |  |  |  |  |  |  |  |  |  |  |  |  |  |
|       |       |       |       |                                            |                                         |                                         |                                         |                                                                         |                                                                         |                                                                         |                                                                         |                                                                         |                                                                         |                                            |                                            |                                            |                                            |                                            |                                            |                                    |                                    |                                    |                                    |                   |                   |                   |                   |  |  |  |  |  |  |  |  |  |  |  |  |  |  |
|       |       |       |       | Wederopbouw en Volkshuisvesting 1947–56    | Wederopbouw en Volkshuisvesting 1947–56 | Wederopbouw en Volkshuisvesting 1947–56 | Wederopbouw en Volkshuisvesting 1947–56 | Wederopbouw en Volkshuisvesting 1947–56                                 | Wederopbouw en Volkshuisvesting 1947–56                                 |                                                                         |                                                                         |                                                                         |                                                                         | Verkeer en Waterstaat 1947–2010            | Verkeer en Waterstaat 1947–2010            | Verkeer en Waterstaat 1947–2010            | Verkeer en Waterstaat 1947–2010            | Verkeer en Waterstaat 1947–2010            | Verkeer en Waterstaat 1947–2010            |                                    |                                    | Economische Zaken                  | Economische Zaken                  | Economische Zaken | Economische Zaken | Economische Zaken | Economische Zaken |  |  |  |  |  |  |  |  |  |  |  |  |  |  |
|       |       |       |       | Wederopbouw en Volkshuisvesting 1947–56    | Wederopbouw en Volkshuisvesting 1947–56 | Wederopbouw en Volkshuisvesting 1947–56 | Wederopbouw en Volkshuisvesting 1947–56 | Wederopbouw en Volkshuisvesting 1947–56                                 | Wederopbouw en Volkshuisvesting 1947–56                                 |                                                                         |                                                                         |                                                                         |                                                                         | Verkeer en Waterstaat 1947–2010            | Verkeer en Waterstaat 1947–2010            | Verkeer en Waterstaat 1947–2010            | Verkeer en Waterstaat 1947–2010            | Verkeer en Waterstaat 1947–2010            | Verkeer en Waterstaat 1947–2010            |                                    |                                    | Economische Zaken                  | Economische Zaken                  | Economische Zaken | Economische Zaken | Economische Zaken | Economische Zaken |  |  |  |  |  |  |  |  |  |  |  |  |  |  |
|       |       |       |       | Volkshuisvesting en Bouwnijverheid 1956–65 |                                         |                                         |                                         |                                                                         |                                                                         |                                                                         |                                                                         |                                                                         |                                                                         |                                            |                                            |                                            |                                            |                                            |                                            |                                    |                                    |                                    |                                    |                   |                   |                   |                   |  |  |  |  |  |  |  |  |  |  |  |  |  |  |
|       |       |       |       |                                            |                                         |                                         |                                         |                                                                         |                                                                         |                                                                         |                                                                         |                                                                         |                                                                         |                                            |                                            |                                            |                                            |                                            |                                            |                                    |                                    |                                    |                                    |                   |                   |                   |                   |  |  |  |  |  |  |  |  |  |  |  |  |  |  |
| VoMil | VoMil | VoMil | VoMil | VoMil                                      | VoMil                                   |                                         |                                         | Volkshuisvesting en Ruimtelijke Ordening (VRO) 1965–82                  | Volkshuisvesting en Ruimtelijke Ordening (VRO) 1965–82                  | Volkshuisvesting en Ruimtelijke Ordening (VRO) 1965–82                  | Volkshuisvesting en Ruimtelijke Ordening (VRO) 1965–82                  | Volkshuisvesting en Ruimtelijke Ordening (VRO) 1965–82                  | Volkshuisvesting en Ruimtelijke Ordening (VRO) 1965–82                  |                                            |                                            |                                            |                                            |                                            |                                            |                                    |                                    |                                    |                                    |                   |                   |                   |                   |  |  |  |  |  |  |  |  |  |  |  |  |  |  |
| VoMil | VoMil | VoMil | VoMil | VoMil                                      | VoMil                                   |                                         |                                         | Volkshuisvesting en Ruimtelijke Ordening (VRO) 1965–82                  | Volkshuisvesting en Ruimtelijke Ordening (VRO) 1965–82                  | Volkshuisvesting en Ruimtelijke Ordening (VRO) 1965–82                  | Volkshuisvesting en Ruimtelijke Ordening (VRO) 1965–82                  | Volkshuisvesting en Ruimtelijke Ordening (VRO) 1965–82                  | Volkshuisvesting en Ruimtelijke Ordening (VRO) 1965–82                  |                                            |                                            |                                            |                                            |                                            |                                            |                                    |                                    |                                    |                                    |                   |                   |                   |                   |  |  |  |  |  |  |  |  |  |  |  |  |  |  |
|       |       |       |       |                                            |                                         |                                         |                                         |                                                                         |                                                                         |                                                                         |                                                                         |                                                                         |                                                                         |                                            |                                            |                                            |                                            |                                            |                                            |                                    |                                    |                                    |                                    |                   |                   |                   |                   |  |  |  |  |  |  |  |  |  |  |  |  |  |  |
| WVC   | WVC   | WVC   | WVC   | WVC                                        | WVC                                     |                                         |                                         | Volkshuisvesting, Ruimtelijke Ordening en Milieubeheer (VROM) 1982–2010 | Volkshuisvesting, Ruimtelijke Ordening en Milieubeheer (VROM) 1982–2010 | Volkshuisvesting, Ruimtelijke Ordening en Milieubeheer (VROM) 1982–2010 | Volkshuisvesting, Ruimtelijke Ordening en Milieubeheer (VROM) 1982–2010 | Volkshuisvesting, Ruimtelijke Ordening en Milieubeheer (VROM) 1982–2010 | Volkshuisvesting, Ruimtelijke Ordening en Milieubeheer (VROM) 1982–2010 |                                            |                                            |                                            |                                            |                                            |                                            |                                    |                                    |                                    |                                    |                   |                   |                   |                   |  |  |  |  |  |  |  |  |  |  |  |  |  |  |
| WVC   | WVC   | WVC   | WVC   | WVC                                        | WVC                                     |                                         |                                         | Volkshuisvesting, Ruimtelijke Ordening en Milieubeheer (VROM) 1982–2010 | Volkshuisvesting, Ruimtelijke Ordening en Milieubeheer (VROM) 1982–2010 | Volkshuisvesting, Ruimtelijke Ordening en Milieubeheer (VROM) 1982–2010 | Volkshuisvesting, Ruimtelijke Ordening en Milieubeheer (VROM) 1982–2010 | Volkshuisvesting, Ruimtelijke Ordening en Milieubeheer (VROM) 1982–2010 | Volkshuisvesting, Ruimtelijke Ordening en Milieubeheer (VROM) 1982–2010 |                                            |                                            |                                            |                                            |                                            |                                            |                                    |                                    |                                    |                                    |                   |                   |                   |                   |  |  |  |  |  |  |  |  |  |  |  |  |  |  |
|       |       |       |       |                                            |                                         |                                         |                                         |                                                                         |                                                                         |                                                                         |                                                                         |                                                                         |                                                                         |                                            |                                            |                                            |                                            |                                            |                                            |                                    |                                    |                                    |                                    |                   |                   |                   |                   |  |  |  |  |  |  |  |  |  |  |  |  |  |  |
|       |       |       |       |                                            |                                         |                                         |                                         |                                                                         |                                                                         |                                                                         |                                                                         |                                                                         |                                                                         |                                            |                                            |                                            |                                            |                                            |                                            |                                    |                                    |                                    |                                    |                   |                   |                   |                   |  |  |  |  |  |  |  |  |  |  |  |  |  |  |
| BZK   | BZK   | BZK   | BZK   | BZK                                        | BZK                                     |                                         |                                         |                                                                         |                                                                         | Infrastructuur en Waterstaat (IenW) 2010–                               | Infrastructuur en Waterstaat (IenW) 2010–                               | Infrastructuur en Waterstaat (IenW) 2010–                               | Infrastructuur en Waterstaat (IenW) 2010–                               | Infrastructuur en Waterstaat (IenW) 2010–  | Infrastructuur en Waterstaat (IenW) 2010–  |                                            |                                            | Economische Zaken en Klimaat (EZK)         | Economische Zaken en Klimaat (EZK)         | Economische Zaken en Klimaat (EZK) | Economische Zaken en Klimaat (EZK) | Economische Zaken en Klimaat (EZK) | Economische Zaken en Klimaat (EZK) |                   |                   |                   |                   |  |  |  |  |  |  |  |  |  |  |  |  |  |  |